# لانوغو
اللانوغو أو  زغب الجنين  (بالإنجليزية: Lanugo)‏ هو شعر رقيق جدًا وناعم يظهر عادة بلا لون ويكون أملس، ويتواجد في بعض الأحيان على جسد الجنين أو الأطفال حديثي الولادة، ويعتبر أول ما تنتجه بصيلات الشعر الخاصة بالأجنة. يظهر هذا الشعر في العادة خلال الأسبوع السادس عشر من الحمل، ويبدأ نموه بالتزايد بحلول الأسبوع العشرين. يتساقط زغب الجنين قبل الولادة في الشهر السابع أو الثامن من الحمل، غير أنه أحيانًا يبقى إلى ما بعد موعد الولادة ويختفي من تلقاء نفسه خلال الأسابيع القليلة التي تلي ذلك.
ينمو في نفس المناطق التي يغطيها زغب الجنين شعر بديل آخر يسمى بالشعر الزغبي، ويمتاز برقته الفائقة وصعوبة رؤيته. في حين يسمى الشعر الذي تسهل رؤيته ويرافق الإنسان خلال مرحلة البلوغ بالشَعر الانتهائي الذي يظهر على مناطق معينة في الجسد ويعتمد في نموه على العوامل الهرمونية. تعود تسمية شعر اللانوغو   “Lanugo” إلى الكلمة اللاتينية  “lana” والتي تعني الصوف.

## ارتباط شعر اللانوغو بالبشر

### مرحلة نمو الجنين
ينمو زغب الجنين على الأجنة خلال فترة تطورها كجزء طبيعي من الحمل، ولكنه يتساقط ويستبدل بالشعر الزغبي عندما يصبح عمر الحمل ما بين الأسبوع الثالث والثلاثين إلى الأسبوع السادس والثلاثين. يتم استهلاك زغب الجنين المتساقط من قِبَل الجنين نفسه، حيث أنه يتغذى على السائل السلوي ويخرج البول منه في البيئة المحيطة به. نتيجة لذلك، فإن زغب الجنين يسهم بتكون المادة الداكنة التي تخرج من بطن المولود بعد ولادته والتي تسمى  بالعقي. ليس بالضرورة اعتبار وجود زغب الجنين علامة على الولادة المبكرة؛ إذ أنه يظهر على الأطفال المولودين في الأسبوع الثالث والستين من فترة الحمل والتي تمثل بدورها الفترة الكاملة لإتمام الحمل.

لزغب الجنين وظائف عديدة تشمل كونه يساعد على تماسك  الطلاء الجبني الذي يغطي جلد الأطفال حديثي الولادة. فكلٌ من زغب الجنين والطلاء الجبني يحميان جلد الجنين الحساس من الأذى الذي قد يلحق به بسبب السائل السلوي. يساعد الطلاء الجبني على تهيئة الجنين للحياة التي تنتظره فور خروجه من الرحم عن طريق تسهيله لعملية الولادة بفضل الانزلاق الذي يوفره، كما أنه يساهم في تنظيم حرارة الجسم ومنع فقدان ماءه، ويلعب كذلك دوراً في المناعة الفطرية. ويمكن القول أن هذه الوظائف لم تكن لتتحقق بدون وجود زغب الجنين لتثبيت الطلاء الجبني.

### سوء التغذية
يمكن أن يظهر زغب الجنين على المرضى الذين يعانون من سوء التغذية وأولئك المصابين باضطرابات الأكل، ويؤدي تواجده جنباً إلى جنب مع أعراض جسدية أخرى على مساعدة  الطبيب في تشخيص مرض فقدان الشهية العصابي أو النهام العصبي.

### الورم المسخي
يعد ظهور زغب الجنين علامة على الإصابة بالأورام المسخية (الأورام الخلقية).

## تواجد زغب الجنين على الحيوانات
ظهور زغب الجنين شائع أيضًا على الحيوانات مثل عجول البحر والفيلة التي تولد غالبًا مغطية به.
كما أن أجنة  الحيتان تملك أيضًا زغب الجنين، مما يجعلها فريدة في كونها النوع الوحيد من صنفها الذي يملك شعرًا خارجيًا.

## روابط خارجية
- Photo of lanugo in a human infant, The Royal Infirmary of Edinburgh